# Mètrica Vaidya
En relativitat general, la mètrica de Vaidya descriu l'espai-temps extern no buit d'una estrella esfèricament simètrica i no giratòria que emet o absorbeix pols nul·la. Rep el nom del físic indi Prahalad Chunnilal Vaidya i constitueix la generalització no estàtica més simple de la solució no radiativa de Schwarzschild a l'equació de camp d'Einstein, i per tant també s'anomena "mètrica radiant (brillant) de Schwarzschild".

## De les mètriques de Schwarzschild a les de Vaidya
La mètrica de Schwarzschild com a solució estàtica i esfèricament simètrica de l'equació d'Einstein és
| {\displaystyle ds^{2}=-\left(1-{\frac {2M}{r}}\right)dt^{2}+\left(1-{\frac {2M}{r}}\right)^{-1}dr^{2}+r^{2}\left(d\theta ^{2}+\sin ^{2}\theta \,d\phi ^{2}\right).} | \| \| \| \| \| \| \| \| | (1) |
| |                         |     |
| |                         |     |

Per eliminar la singularitat de coordenades d'aquesta mètrica a {\displaystyle r=2M}, es podrien canviar a les coordenades d'Eddington-Finkelstein. Així doncs, introduïu la coordenada nul·la "retard(/sortint)". {\displaystyle u} per
| {\displaystyle t=u+r+2M\ln \left({\frac {r}{2M}}-1\right)\qquad \Rightarrow \quad dt=du+\left(1-{\frac {2M}{r}}\right)^{-1}dr\;,} | \| \| \| \| \| \| \| \| | (2) |
| |                         |     |
| |                         |     |

i l'Eq(1) es podria transformar en la "mètrica de Schwarzschild retardada (/sortint)"
| {\displaystyle ds^{2}=-\left(1-{\frac {2M}{r}}\right)du^{2}-2dudr+r^{2}\left(d\theta ^{2}+\sin ^{2}\theta \,d\phi ^{2}\right);} | \| \| \| \| \| \| \| \| | (3) |
| |                         |     |
| |                         |     |

o, en comptes d'això, podríem emprar la coordenada nul·la "advanced(/ingoring)".
{\displaystyle v} per
| {\displaystyle t=v-r-2M\ln \left({\frac {r}{2M}}-1\right)\qquad \Rightarrow \quad dt=dv-\left(1-{\frac {2M}{r}}\right)^{-1}dr\;,} | \| \| \| \| \| \| \| \| | (4) |
| |                         |     |
| |                         |     |

de manera que l'Eq(1) esdevé la "mètrica de Schwarzschild avançada (/entrant)"
| {\displaystyle ds^{2}=-\left(1-{\frac {2M}{r}}\right)dv^{2}+2dvdr+r^{2}\left(d\theta ^{2}+\sin ^{2}\theta \,d\phi ^{2}\right).} | \| \| \| \| \| \| \| \| | (5) |
| |                         |     |
| |                         |     |

L'Eq(3) i l'Eq(5), com a solucions estàtiques i esfèricament simètriques, són vàlides tant per a objectes celestes ordinaris amb radis finits com per a objectes singulars com els forats negres. Resulta que encara és físicament raonable si s'estén el paràmetre de massa {\displaystyle M} a les equacions (3) i (5) des d'una constant fins a funcions de la coordenada nul·la corresponent, {\displaystyle M(u)} i {\displaystyle M(v)} respectivament, així
| {\displaystyle ds^{2}=-\left(1-{\frac {2M(u)}{r}}\right)du^{2}-2dudr+r^{2}\left(d\theta ^{2}+\ sin^{2}\theta \,d\phi ^{2}\right),} | \| \| \| \| \| \| \| \| | (6) |
| |                         |     |
| |                         |     |

| {\displaystyle ds^{2}=-\left(1-{\frac {2M(v)}{r}}\right)dv^{2}+2dvdr+r^{2}\left(d\theta ^{2}+\sin ^{2}\theta \,d\phi ^{2}\right).} | \| \| \| \| \| \| \| \| | (7) |
| |                         |     |
| |                         |     |

Les mètriques esteses Eq(6) i Eq(7) són respectivament les mètriques Vaidya "retardades (/sortints)" i "avançades (/entrants)".  De vegades també és útil reformular les mètriques de Vaidya Eqs(6)(7) a la forma
| {\displaystyle ds^{2}={\frac {2M(u)}{r}}du^{2}+ds^{2}({\text{flat}})={\frac {2M(v)}{r}}dv^{2}+ds^{2}({\text{flat}})\,,} | \| \| \| \| \| \| \| \| | (8) |
| |                         |     |
| |                         |     |

on {\displaystyle ds^{2}({\text{flat}})} representa la mètrica de l'espai-temps pla : {\displaystyle {\begin{aligned}ds^{2}({\text{flat}})&=-du^{2}-2dudr+r^{2}\left(d\theta ^{2}+\sin ^{2}\theta \,d\phi ^{2}\right)\\&=-dv^{2}+2dvdr+r^{2}\left(d\theta ^{2}+\sin ^{2}\theta \,d\phi ^{2}\right)\\&=-dT^{2}+dr^{2}+r^{2}\left(d\theta ^{2}+\sin ^{2}\theta \,d\phi ^{2}\right)\end{aligned}}} utilitzant {\displaystyle T=t-2M\ln(r/2M-1)}.

## Vaidya sortint amb camp emissor pur
Pel que fa a la mètrica Vaidya "retardada (/sortint)" Eq(6), el tensor de Ricci només té un component diferent de zero.
{\displaystyle R_{uu}=-2{\frac {M(u)_{,\,u}}{r^{2}}}}
mentre que l'escalar de curvatura de Ricci s'anul·la,
{\displaystyle R=g^{ab}R_{ab}=0} perquè {\displaystyle g^{uu}=0}. Així, segons l'equació d'Einstein sense traces {\displaystyle G_{ab}=R_{ab}=8\pi T_{ab}}, el tensor d'estrès-energia {\displaystyle T_{ab}} satisfà
{\displaystyle T_{ab}=-{\frac {M(u)_{,\,u}}{4\pi r^{2}}}l_{a}l_{b}\;,\qquad l_{a}dx^{a}=-du\;}
on {\displaystyle l_{a}=-\partial _{a}u} i {\displaystyle l^{a}=g^{ab}l_{b}} són (co)vectors nuls (vegeu el requadre A a continuació). Així, {\displaystyle T_{ab}} és un "camp de radiació pura", que té una densitat d'energia de {\textstyle -{\frac {M(u)_{,\,u}}{4\pi r^{2}}}}. Segons les condicions d'energia nul·la
| {\displaystyle T_{ab}k^{a}k^{b}\geq 0\;,} | \| \| \| \| \| \| \| \| | (11) |
|                                           |                         |      |
|                                           |                         |      |

tenim
{\displaystyle M(u)_{,\,u}<0} i per tant el cos central emet radiació.
Seguint els càlculs utilitzant el formalisme de Newman-Penrose (NP) del requadre A, l'espai-temps sortint de Vaidya Eq(6) és de tipus Petrov D, i les components diferents de zero dels escalars de Weyl-NP i Ricci-NP són
|  | \| \| \| \| \| \| \| \| | (12) |
|  |                         |      |
|  |                         |      |

{\displaystyle \theta _{(\ell )}=-(\rho +{\bar {\rho }})={\frac {2}{r}}\,,\quad \theta _{(n)}=\mu +{\bar {\mu }}={\frac {-r+2M(u)}{r^{2}}}\;}
Cal destacar que el camp Vaidya és un camp de radiació pura en lloc de camps electromagnètics. Les partícules emeses o els fluxos d'energia-matèria tenen massa en repòs zero i, per tant, generalment s'anomenen "pols nul·la", típicament com ara fotons i neutrins, però no poden ser ones electromagnètiques perquè no es compleixen les equacions de Maxwell-NP. Per cert, les taxes d'expansió nul·la de sortida i entrada per a l'element de línia Eq(6) són respectivament
| {\displaystyle \theta _{(\ell )}=-(\rho +{\bar {\rho }})={\frac {2}{r}}\,,\quad \theta _{(n)}=\mu +{\bar {\mu }}={\frac {-r+2M(u)}{r^{2}}}\;.} | \| \| \| \| \| \| \| \| | (13) |
| |                         |      |
| |                         |      |

Suposem {\textstyle F:=1-{\frac {2M(u)}{r}}}, aleshores el lagrangià per a geodèsiques radials nul·les {\displaystyle (L=0,{\dot {\theta }}=0,{\dot {\phi }}=0)} de l'espai-temps Vaidya "retardat(/sortint)" Eq(6) és {\displaystyle L=0=-F{\dot {u}}^{2}+2{\dot {u}}{\dot {r}}\,,} on punt significa derivada respecte a algun paràmetre {\displaystyle \lambda }. Aquest lagrangià té dues solucions, {\displaystyle {\dot {u}}=0\quad {\text{and}}\quad {\dot {r}}={\frac {F}{2}}{\dot {u}}\;.}

## Comparació amb la mètrica de Schwarzschild
Com a extensió natural i més simple de la mètrica de Schwazschild, la mètrica de Vaidya encara té molt en comú amb ella:
- Ambdues mètriques són de tipus D de Petrov amb {\displaystyle \Psi _{2}} essent l'únic escalar de Weyl-NP no nul·la (tal com es calcula a les caselles A i B).

Tanmateix, hi ha tres diferències clares entre les mètriques de Schwarzschild i Vaidya:
- En primer lloc, el paràmetre de massa {\displaystyle M} per a Schwarzschild és una constant, mentre que per a Vaidya {\displaystyle M(u)} és una funció dependent de u.
- Schwarzschild és una solució a l'equació d'Einstein del buit {\displaystyle R_{ab}=0}, mentre que Vaidya és una solució a l'equació d'Einstein sense traces {\displaystyle R_{ab}=8\pi T_{ab}} amb un camp d'energia de radiació pura no trivial. Com a resultat, tots els escalars de Ricci-NP per a Schwarzschild s'estan anul·lant, mentre que tenim {\displaystyle \Phi _{00}={\frac {M(u)_{\,,\,u}}{r^{2}}}} per a Vaidya.
- Schwarzschild té 4 camps vectorials de Killing independents, inclòs un de semblant al temps, i per tant és una mètrica estàtica, mentre que Vaidya només té 3 camps vectorials de Killing independents pel que fa a la simetria esfèrica, i en conseqüència no és estàtic. En conseqüència, la mètrica de Schwarzschild pertany a la classe de solucions de Weyl mentre que la mètrica de Vaidya no.